# Spinus spinescens
Spinus spinescens là một loài chim trong họ Fringillidae.